# Little Falls (Nueva York)
Little Falls fundada en 1895, es una ciudad ubicada en el condado de Herkimer en el estado estadounidense de Nueva York. En el año 2000 tenía una población de 5,188 habitantes y una densidad poblacional de 527.8 personas por km².

## Geografía
Little Falls se encuentra ubicada en las coordenadas 43°2′34″N 74°51′27″O / 43.04278, -74.85750. Según la Oficina del Censo, la ciudad tiene un área total de 10,3 km² (4 mi²), de la cual 9,8 km² (3,8 mi²) es tierra y 0,4 km² (0,2 mi²) (4.29%) es agua.

## Demografía
Según la Oficina del Censo en 2000 los ingresos medios por hogar en la localidad eran de $23,965, y los ingresos medios por familia eran $34,583. Los hombres tenían unos ingresos medios de $28,807 frente a los $21,040 para las mujeres. La renta per cápita para la localidad era de $15,139. Alrededor del 16.6% de la población estaban por debajo del umbral de pobreza.